# Islas Perhentian
Las islas Perhentian (en malayo: Pulau Perhentian) se encuentran aproximadamente a 10 millas náuticas (19 km) de la costa del noreste de Malasia Occidental en el estado de Terengganu, aproximadamente a 40 millas (64 km) al sur de la frontera con Tailandia.
Las dos islas principales son Perhentian Besar ("Perhentian grande") y Perhentian Kecil ("Perhentian Pequeño"). Las islas pequeñas y deshabitadas de Susu Dara (Leche Virgen), Serenggeh y Rawa se encuentran frente a Kecil. Las islas pertenecen al Parque Marino Nacional Pulau Redang, lo que implica que la pesca, la recolección de corales y los desperdicios están estrictamente prohibidos. Al igual que Besut, la gente de aquí por lo general habla malayo kelantanés.